# José Falcão (activista)
José Falcão (Lagos, 1951) é um ativista português e um dos fundadores da associação SOS Racismo.

## Biografia
Falcão nasceu em Lagos, filho de um coronel e numa família de 4 irmãos. Viveu parte da sua infância e adolescência em quartéis militares em Vendas Novas, Cascais e Nampula tendo também sido estudante interno do Colégio Militar. Estudou Medicina, na Universidade de Lisboa, mas abandonou o curso em 1975.

## Percurso Político
Em 1974, Falcão adere à Liga Comunista Internacionalista (LCI). Mais tarde, da fusão da LCI com o Partido Revolucionário dos Trabalhadores (PRT) surge o Partido Socialista Revolucionário (PSR) onde Falcão colabora de forma permanente, a partir de 1981, ocupando-se da organização de atividades e da gestão das finanças do partido. Como membro do PSR foi ao primeiro congresso da central sindical polaca “SOLIDARIEDADE”.
Falcão foi um dos fundadores do Bloco de Esquerda (1999) e é neste âmbito que se apresenta como candidato autárquico tendo sido eleito como deputado municipal, em Odivelas, apesar de em 1976 já se ter candidatado, a Cascais, pela Liga Comunista Internacionalista.

## Activismo
Em 1974, Falcão era presidente do Grupo Desportivo e Recreativo do Fontaínhas, em Cascais e é nesse concelho, e sobretudo no pós 25 de abril de 1974, que Falcão começa a ser mais ativo na luta pelos direitos dos moradores, do Outeiro das Velas (Cascais) fazendo parte da Comissão de Moradores. Durante este período, Falcão e outros moradores ocupam casas que reabilitam para realojar famílias desfavorecidas. Ainda como ativista, e já nos anos 1980, Falcão foi também ativo na luta antimilitarista, nomeadamente no movimento "Tropa Não". 
Em 1990, juntamente com Filomena Aivado, Rosana Albuquerque, General D, entre outros funda a SOS Racismo, organização anti-racista tendo sido presidente desta associação. É nesta associação que Falcão tem desempenhado o seu trabalho activista pela luta anti-racista e contra a discriminação racial.
Ainda neste âmbito, em março de 2016 Falcão toma posse como Conselheiro da Comissão para a Igualdade e Contra a Discriminação Racial, órgão especializado no combate à Discriminação Racial, em Portugal.

## Prémios e Reconhecimentos
Em 2010, Falcão foi condecorado, na Embaixada da Polónia, em Portugal, por ocasião dos 30 anos do primeiro congresso da central sindical polaca “SOLIDARIEDADE”.

## Publicações
- FALCÃO, José; “Racismo: as nossas desculpas"; in Portugal na transição do milénio (Pavilhão de Portugal da Expo 98); Lisboa, Instituto de História Contemporânea, 1998[6]
- Falcão foi um dos coordenadores do livro "Combates contra a extrema-direita. Homenagem a José Carvalho nos 30 anos do seu assassinato".[7]
- Falcão foi o mentor e um dos coordenadores do livro "Dicionário da Invisibilidade", editado pela SOS Racismo.[8]

## Ligações Externas
- Entrevista a José Falcão, no programa da RTP 1, "Com a Casa às Costas II" sobre a etnia cigana.
- Entrevista a José Falcão, na TSF, sobre os 32 anos da SOS Racismo.
- Participação no programa "Racismo em Portugal em análise", da Sic Notícias.